# 吳俊緯
吳俊緯（1984年3月15日—），台灣男子羽球選手。

## 簡歷
2010年11月，吳俊緯代表中華台北出戰廣州亞運會，參加羽毛球比賽的男子團體項目。

## 主要比賽成績
只列出曾進入準決賽的國際賽事成績：
| 年份   | 賽事                     | 公開賽級別 | 項目     | 搭檔   | 成績   |
| ------ | ------------------------ | ---------- | -------- | ------ | ------ |
| 2009年 | 馬來西亞羽毛球國際挑戰賽 | 國際挑戰賽 | 男子雙打 | 廖敏竣 | 準決賽 |
| 2010年 | 印尼羽毛球黃金大獎賽     | 黃金大獎賽 | 男子雙打 | 廖敏竣 | 準決賽 |
| 2011年 | 世界大學生運動會羽球比賽 | 其他       | 混合團體 | －     | 銅牌   |
| 2011年 | 世界大學生運動會羽球比賽 | 其他       | 男子雙打 | 廖敏竣 | 銅牌   |

| 2007-2017年 | 首要超級賽 | 超級賽 | 黃金大獎賽 | 大獎賽 | 國際挑戰賽 | 國際系列賽 | 未來系列賽 | 其他 |